# Mats Gustafsson (futebolista)
Mats Gustafsson (12 de novembro de 1975)  é um futebolista finlandês. Durante sua carreira, já representou IFK Mariehamn, FC Inter Turku e VG-62.